# Ley del país

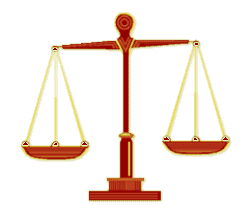

La expresión ley del país (latín lex terrae) es un término jurídico. Significa todas las leyes vigentes en un país o región. El término se utilizó por primera vez en la Carta Magna. Se utilizaba para referirse a las leyes del reino. Se diferenciaba del derecho romano o del derecho civil. En Estados Unidos, la Constitución declara que es la "ley suprema del país". Es lo mismo que el debido proceso legal justificado por la Constitución.

## Historia
Aunque la Carta Magna fue la primera en utilizar el término, en realidad no se convirtió en la ley del país hasta el reinado de Eduardo I de Inglaterra. Se asoció estrechamente con otra frase que ayudó a definir la ley del país: el debido proceso. Durante el reinado de Eduardo II la Ley de Libertad de los Súbditos de 1354 establecía:

No man, of what estate or condition soever, shall be put out of land or tenement, nor taken, nor imprisoned, nor disinherited, nor put to death without being brought in answer by due process of law.

"Ningún hombre, sea cual sea su estado o condición, podrá ser despojado de sus tierras o de sus tenencias, ni apresado, ni desheredado, ni condenado a muerte, sin ser sometido a un proceso judicial".
La ley del país y la ley de libertad de los súbditos siguieron utilizándose en Inglaterra. Ambas se utilizaron en las cartas coloniales y en el derecho consuetudinario. Pasaron a formar parte de las leyes estadounidenses después de que las colonias americanas declararan su independencia de Inglaterra en 1776.